# Knights of the Temple: Infernal Crusade
Knights of the Temple: Infernal Crusade – fabularna gra akcji wydana przez Starbreeze Studios 19 marca 2004 roku na system Microsoft Windows, 4 czerwca 2004 roku na PlayStation 2 a 8 kwietnia 2004 roku na Xbox. Kontynuacja Knights of the Temple II została wydana w roku 2005.

## Rozgrywka
Gracz steruje rycerzem Paulem z perspektywy trzeciej osoby i porusza się po liniowych poziomach umiejscowionych w średniowiecznych zamkach, wioskach i bazarach. Podczas walki gracz może używać jednej z trzech noszonych broni: miecza, łuku lub topora. Postać może niszczyć elementy otoczenia takie jak beczki. Podczas walki bronią dystansową gra używa perspektywy pierwszej osoby a gracz poza celowaniem nie może się poruszać.
W miarę postępów w grze gracz zyskuje umiejętności magiczne takie jak leczenie. Nowe bronie dostępne są po rozwiązaniu zagadek logicznych.